# Émile Perrault-Harry
Émile Perrault-Harry, pseudonyme d'Émile Alfred Paul Perrault, est un sculpteur animalier français né le 9 août 1878 dans le 16e arrondissement de Paris et mort le 17 octobre 1938 à Neuilly-sur-Seine.

## Biographie
Fils du peintre Léon Perrault qui peindra son portrait (Poitiers, musée Sainte-Croix), Émile Perrault suit les cours d'Emmanuel Frémiet, professeur de dessin animalier au Muséum national d'histoire naturelle à Paris. Il entreprend ensuite une carrière de sculpteur animalier dont les petits bronzes font la réputation.
Il rencontre Myriam Harry (1869-1958) dans les salons parisiens en 1904 et l'épouse le 7 mai 1904. Comme Myriam Harry est une écrivaine assez célèbre dans les milieux littéraires, il ajoute son nom au sien. Soutenu par Mme de Caillavet, salonnière très en vue, Émile Perrault-Harry obtient une bourse de voyage du Conseil supérieur des beaux-arts et passe deux ans en Tunisie en 1906-1907. Myriam Harry avait choisi la destination par goût orientaliste et elle parlera avec émotion de « ce gracieux Orient d'Afrique » partagé avec son mari, dans Tunis la blanche .
Il accomplit également de nombreux autres voyages au Moyen-Orient avec sa femme entre 1920 et 1934. L'exotisme sera une source d'inspiration importante pour le sculpteur.
Sa production est régulière et il obtient une médaille d'or au Salon des artistes français de 1929, puis est nommé chevalier de la Légion d'honneur.
Émile Perrault-Harry meurt à son domicile d'une pneumonie en 1938.

## Œuvre

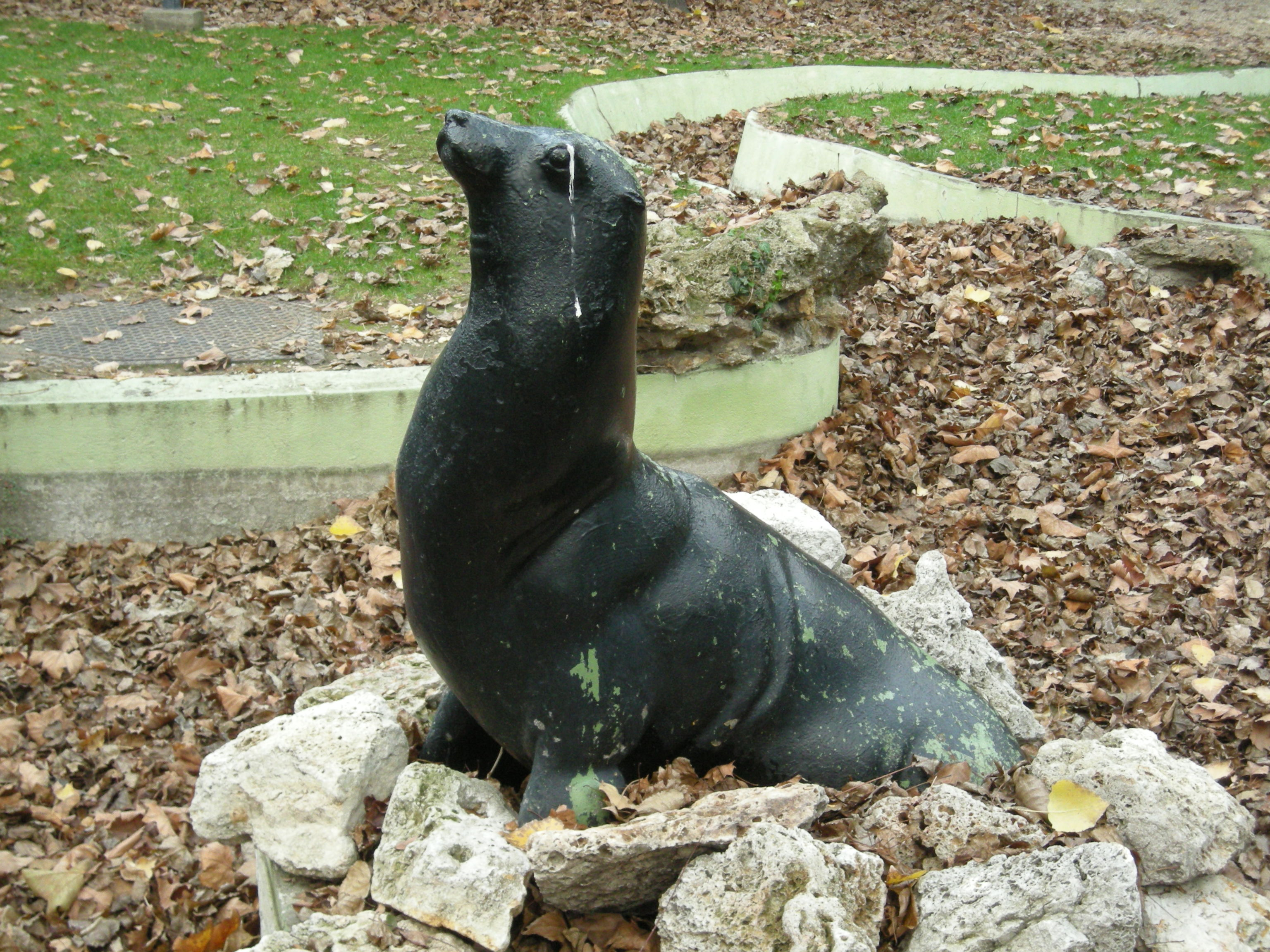
Otarie (1933), bronze, Paris, jardins du centre hospitalier Sainte-Anne.

Sa production est principalement connue par ses petits bronzes d'édition : quelques-unes sont conservés dans les musées (à Poitiers au musée Sainte-Croix, à Paris au musée d'Orsay, à Libourne au musée des beaux-arts). Ses statuettes ont également été éditées en porcelaine.
Émile Perrault-Harry représente parfois des personnages dans des sujets orientalistes, comme un porteur d'eau sur son âne, un Arabe assis, un homme assis sur une souche tenant un lionceau. Son domaine privilégié reste cependant la sculpture animalière avec des sujets traditionnels comme la chasse à courre, les sangliers ou les garde-chasses. Il a sculpté aussi de nombreux animaux exotiques observés au zoo, comme des manchots ou des otaries (Otarie, bronze, acquis par la Ville de Paris en 1933, installé en 1947 dans le jardin du centre hospitalier Sainte-Anne de la ville) ou lors de ses voyages au Moyen-Orient comme des lions, des singes, des fennecs et des éléphants (Renards du désert, 1910, et Éléphant, vers 1905, Paris, musée d'Orsay).